# Гаичаантубани
Гаичаантубани (груз. გაიჩაანთუბანი) — село в Грузии, на территории Горийского муниципалитета края (мхаре) Шида-Картли.

## География
Село находится в центральной части Грузии, на левом берегу реки Тусребисцкали (правый приток Таны), на расстоянии приблизительно 24 километров (по прямой) к юго-западу от города Гори, административного центра муниципалитета. Абсолютная высота — 1378 метров над уровнем моря.

## Население
По результатам официальной переписи населения 2014 года постоянное население в Гаичаантубани отсутствовало.
| Год  | Население, человек |
| ---- | ------------------ |
| 2002 | 2                  |
| 2014 | ↘ 0                |

## Достопримечательности
- Церковь святого Георгия[груз.], XIX в.